# Moreno Cedroni
Moreno Cedroni (Senigallia, 9 luglio 1964) è un cuoco italiano. In carriera ha già ottenuto due stelle Michelin.

## Biografia
Si diploma alla scuola Nautica di Ancona e durante gli anni scolastici inizia a fare il cameriere come lavoro estivo. 
Nel 1984, a soli 20 anni, apre il suo primo ristorante, La Madonnina del Pescatore a Marzocca. Nel 1996 ottiene la prima stella Michelin, nel 1999 riceve il "Sole" di Veronelli e successivamente nel 2000 le tre forchette del Gambero Rosso.
Il 10 luglio del 2000 apre nella baia di Portonovo il Clandestino Susci Bar, famoso ristorante per il pesce crudo all'italiana, che propone annualmente un menù a tema, che ha visto intrecciare storia e letteratura, miti immaginari delle fiabe, vichinghi e divinità dell'Olimpo. Nel 2019 viene premiato dalla guida Espresso come "Miglior cucina di pesce d'Italia".
Nel 2003, crea la prima salumeria di pesce in Italia, Anikò a Senigallia, il cui nome significa nel dialetto e nella lingua parlata della città "tutte le cose". 
Sempre nel 2003, Moreno Cedroni apre l'Officina a Marina di Montemarciano con l'obiettivo di creare prodotti ittici a lunga conservazione a partire dall'idea di mettere in lattina il prodotto. In questo modo fa diventare la sterilizzazione non solo un metodo di conservazione ma una vera e propria tecnica di cucina, che consente di mantenere i profumi e gli aromi nel tempo, senza aggiungere additivi chimici o conservanti. 
Nel 2006 riceve la seconda stella Michelin.
Nel 2011 riceve il Premio Speciale ‘Angelo Paracucchi’ in occasione del sesto Premio Bancarella della cucina per aver “espresso anche doti di scrittore”.
Nel 2012 il The Wall Street Journal inserisce la Madonnina del Pescatore tra i 10 migliori ristorante di pesce d'Europa.

## Impegni pubblici
Nel 2008 vince il "Premio svedese della pesca" per la padronanza e la tecnica nel maneggiare la materia prima, per la capacità e la creatività di aver fuso tradizione e innovazione nella sua cucina.
Dal 2010 diventa testimonial per  "A.I.R.C" (Associazione Italiana sul Cancro).
Nel 2014 diventa ambasciatore per l'Expo 2015.
Importanti sono le collaborazioni con Moschino, Lavazza, Sanpellegrino e MCcann.
Più volte ospite in TV, è stato giudice della prima edizione di Top Chef e di dieci puntate della quarta edizione di Celebrity Chef.

## Premi e riconoscimenti

### Madonnina del Pescatore
- 2 Stelle Michelin
- 5 Cappelli espresso 2021[5]

## Opere
- M. Cedroni, Multipli di 20. Due decenni di teoremi e applicazioni del gusto, Cucina & vini 2009.

- M. Cedroni, Maionese di fragole: l'arte di divertirsi in cucina con i propri figli, Mondadori 2011.
- M. Cedroni, Susci più che mai, Giunti 2014.
- M. Cedroni, Sushi & susci, Biblioteca culinaria 2014.
- M. Cedroni, A. Moschetta, Il gusto di stare bene. Tutta la verità sul cibo che fa vivere a lungo e in salute con le ricette di un grande chef, Newton Compton Editori 2018.
- M. Cedroni, C. Benzi, Cedroni il pensiero creativo che ha cambiato la cucina italiana, Giunti 2019.